# Francesco Guidi
Francesco Salvatico Guidi (Volterra, 16 aprile 1694 – tra il 2 e il 31 luglio 1778) è stato un arcivescovo cattolico italiano.

## Biografia
Appartenente alla nobile famiglia dei Conti Guidi, Francesco Salvatico nacque a Volterra e fu ordinato sacerdote nel 1723. Fu consacrato vescovo di Arezzo nel 1733 dal suo predecessore, il cardinale Giovanni Antonio Guadagni. L'anno successivo fu elevato al rango di arcivescovo di Pisa.

## Genealogia episcopale
La genealogia episcopale è:
- Cardinale Scipione Rebiba
- Cardinale Giulio Antonio Santori
- Cardinale Girolamo Bernerio, O.P.
- Arcivescovo Galeazzo Sanvitale
- Cardinale Ludovico Ludovisi
- Cardinale Luigi Caetani
- Cardinale Ulderico Carpegna
- Cardinale Paluzzo Paluzzi Altieri degli Albertoni
- Cardinale Flavio Chigi
- Papa Clemente XII
- Cardinale Giovanni Antonio Guadagni
- Arcivescovo Francesco Salvatico de' Conti Guidi